# Mega Man ZX Advent
Mega Man ZX Advent, conhecido no Japão como Rockman ZX Advent, é o segundo jogo da série Mega Man ZX, lançado para DS. Tendo um lugar poucos anos após o Mega Man ZX, o jogo segue com Grey (um reploid que sofre amnésia e considerado defeituoso) e Ashe (uma caçadora de tecnologias perdidas), uma vez que luta com vários inimigos, o famoso modelo W, e os seus próprios destinos. O jogo tem múltiplos reviews.
O título joga muito à semelhança do seu anterior com uma multiplicidade de expansões, incluindo muitas formas. Também diferente do seu antecessor, as localizações das áreas são chamadas por nomes e não por letras e números (A-1, A-2, B-1, B-2 e etc.), e as cenas que agora incluem uma fala completa de inglês por quase toda a progressão o jogo.
O jogo foi lançado no Japão em 12 de julho de 2007. A versão norte-americana foi lançada em 23 de outubro de 2007. Foi lançado na Europa em 29 de fevereiro de 2008, e na Austrália em 5 de março de 2008.

## Jogabilidade
Muitos dos elementos do Mega Man ZX retornam neste jogo, incluindo o mundo expansivo em 2D e várias missões. No entanto, muitos recursos foram melhorados a partir do título anterior. O grupo da
s transformações aumentou, e o mapa do sistema, que foi difícil de ler no primeiro título, foi melhorado a fim de mostrar a verdadeira forma da área e para mostrar o caráter da posição sobre a mesma. O Overdrive também tem sido removido, em ZX Advent o modelo A é o único personagem capaz de realizar um super ataque. Em vez disso, a maioria das transformações das capacidades agora empobrece a BM (Biometal Gauge), que constantemente se recarrega com o passar do tempo.
A única Biometal recebida é o Modelo A, que é baseada no personagem Axl, da série de jogos Mega Man X. Este modelo tem a capacidade de copiar a forma de vários chefes derrotados no decorrer do jogo usando o A-Trans. A tela de toque do Nintendo DS pode ser configurada para exibir botões para cada transformação, permitindo o personagem para mudar suas formas com um simples toque da tela. A ordem dos botões também pode ser personalizada. Os métodos de transformação a partir do primeiro Mega Man ZX também são mantidos (mas somente para os modelos HU, RE, A e a).
Os jogadores começam o jogo em suas formas normais (reploid para Grey e humana para Ashe) e pode reverter a elas a qualquer momento. Diferentemente do Mega Man ZX, é dada a Grey/Ashe uma pistola que não pode ser carregada (o que é uma vantagem, já que no jogo anterior, a forma humana não tinha nenhuma arma). A única vantagem de usar o Modelo HU ou RE é se abaixar em obstáculos e através de pequenos espaços e boiar na superfície da água.
Pouco depois, o jogador recebe o Modelo A, covardemente Biometal A. Com duas pistolas, esta forma é projetada para longo alcance em combate. Um campo é utilizado para segmentar vários inimigos simultaneamente e liberação de disparos. Além disso, o Giga Crush é uma habilidade que rapidamente ataca vários inimigos na tela ao gasto de energia de uma barra BM.

## História
A história de Mega Man ZX Advent ocorre quatro anos e oito meses após os acontecimentos do primeiro jogo (Mega Man ZX). A Federação do Governo, Legião, foi estabelecida como uma organização que ajuda a apagar a linha entre humanos e reploids, buscando manter a harmonia e igualdade entre as duas populações conquistadas a séculos atrás. Desde então, as duas populações têm cooperado em todo o mundo. No entanto, algumas máquinas agressivas conhecidas como Mavericks continuam a existir em áreas inseguras e em muitas ruínas, infelizmente como grande parte do mundo as mais poderosas tecnologias também foram perdidas nestas ruínas. Muitas pessoas formaram o Hunter's Guild, para buscar riquezas e tecnologia dentro das ruínas. Entretanto, aqueles dispostos a se unir aos Hunters e recolher o tesouro através dos seus próprios meios passaram a se chamar Raiders, e às vezes se encontram em missões para recolher tecnologia enterrada nas ruínas.
Tal como o seu antecessor, Mega Man ZX Advent permite que o jogador escolha dois personagens totalmente diferentes. Diferente dos dois protagonistas do Mega Man ZX, os dois heróis existem simultaneamente (sendo que não se sabe se Vent e Aile de fato coexistem), mas qual personagem que irá embarcar na aventura é determinado pelo jogador. Grey é um jovem reploid, congelado em estado criogênico que estava em um laboratório abandonado. Ele foi acordado pelos Hunters, depois, atacado por Pandora que afirma que ele é "defeituoso". Depois disso, Grey se une aos caçadores na esperança de descobrir a verdade sobre sua identidade e seu passado. Ashe é uma jovem humana, que é uma integrante da Hunter's Guild.
Ambos os personagens têm a missão de proteger um poderoso Biometal (Live Metal, no Japão) de Raiders, o Biometal é conhecido como Modelo A e em meio a um ataque, se funde com Grey/Ashe. O Modelo A é valorizado pela sua capacidade chamada de A-Trans, permitindo se transformar totalmente no Pseudoroid ou no Mega Man derrotado e utilizar suas habilidades, dotados com este poder. Grey/Ashe são alistados pelo Sage Trinity para parar vários ataques e investigar o misterioso Modelo W (em referência ao Dr. Weil da série Mega Man Zero).
Os acontecimentos de ambos os personagens dos jogos são idênticos, mas o diálogo e as histórias são diferentes, exigindo que o jogador termine as duas histórias, tanto para receber todos os detalhes do enredo quanto para liberar extras. A história é contada através de várias cenas, tanto dentro do campo e na jogabilidade 2D quanto em cenas no estilo anime. Diferentemente do Mega Man ZX (que suprimiu a maioria das vozes), a versão norte-americana de Mega Man ZX Advent é completamente dublada. Na versão de região PAL (Europa), no entanto, só têm voz agindo durante o FMV.

## Personagens

### Grey
Grey é um jovem reploid de 14 anos que estava em hibernação até ser acordado pelos Hunters, e não consegue se lembrar de nada sobre seu passado. Desde então, ele vem tentando descobrir suas origens ao lado do Modelo A. Ao longo da história ele descobre que foi criado por Albert para ser um corpo substituto para seu criador, mas foi considerado defeituoso e abandonado em uma cápsula. Como foi acordado prematuramente antes da oportunidade de Albert usar o corpo de Gray caso fosse necessário, Gray acabou desenvolvendo personalidade e vida própria. Por ter sido criado por Albert Gray, seria irmão de Prometheus e Pandora.

### Ashe
Ashe é uma menina humana de 15 anos que é uma caçadora de recompensas. Sua história começa em seu avião, quando ela pula para os aviões dos Mavericks. Sua missão no jogo, é recuperar os Biometais de caçadores não autorizados chamados Raiders para devolver a Legião. Ashe é uma garota órfã que nunca conheceu os seus pais, ela foi encontrada e criada pelos Hunters, nem mesmos a Legião conhece as origens dela. Porém ao longo do jogo ela descobre que na realidade possui os genes de Albert, e que é descendente da linhagem sanguínea dele, o que talvez signifique que ela seja até mesmo filha biológica dele. De acordo com Albert, ao contrário dos outros Mega Man, os laços genéticos de Ashe com Albert não eram resultado de manipulação genética, o que revela a razão pela qual Ashe é do Modelo A.

### Vent e Aile
Agora fazem parte da Legião, Vent e Aile aparecem no jogo. Vent aparece na história de Ashe e Aile aparece na história de Grey. O Jogador deve lutar com eles, e no final eles ajudam a você a chegar no Ouroboros e a derrotar os Biometais.

### Prometheus e Pandora
Retornando previamente de Mega Man ZX (no qual eram antagonistas juntos com Serpent), são os vilões até a metade do jogo, quando se revela que Albert é o criador do Biometal W. Neste título, suas origens como criações do Mestre Albert são reveladas. A fim de fazer valer a sua lealdade, Albert limita a expectativa de vida que lhes deu ao exigir para voltar a suas cápsulas para descansar de tempos em tempos. Desde sua criação, eles têm recebido ordens para procurar o mais forte Mega Man. A amargura deste objetivo entregue por seu criador os levou a criar a sua própria agenda. Eles esperam usar Grey/Ashe para trazê-los para mais perto de Albert e, em última análise, destruir tudo o que tem criado e trabalhado. Ao contrário do Mega Man ZX, você só combate esta dupla juntos, embora vê-los várias vezes.

### Sage Trinity
Sage Trinity sãos os líderes da Legião, e eles que revelam a Grey sobre os Pseudoroids, todos os três são humanos e aparentam possuir centenas de anos de idade. Eles são formados por: Master Mikhail, o mais velho dentre eles e mais sábio dos três; Master Thomas, provavelmente o líder deles, é guerreiro e carrega uma espada vermelha (semelhante a arma de Order-Sol, personagem de Guilty Gear); Master Albert, o mais cínico e descontraído dos três, na metade do game se revela como o criador do Modelo W e verdadeiro vilão da história, sendo aquele que manipulava Serpent e todos os que usaram o Modelo W, e acreditava que toda a vida na terra deveria ser resetada para ele criar um mundo perfeito em que ele seria um deus. O trio estabeleceu leis que reploids deveriam ter períodos de vida limitados para se igualar ao dos humanos, e que humanos poderiam ter partes mecânicas em seus corpos, sendo verdadeiros ciborgues, com o objetivo de criar os humanoids, uma população em que não exista diferença entre reploids e humanos (provavelmente os ancestrais dos Carbons de Mega Man Legends).

## Mega Man
Os humanos/reploids escolhidos pelos Biometais são considerados como Mega Man (independentemente do sexo da pessoa). Vários inimigos Mega Man aparecem ao longo do curso de Mega Man ZX Advent que possuem os Biometais utilizados de Mega Man ZX.
Ao vencê-lo no campo de batalha, Grey/Ashe é capaz de copiar suas formas através do A-Trans, mas nunca realmente atingir os Biometais. No jogo, Albert reprimiu a consciência dos Biometais e os entregou aos seus escolhidos, que são biologicamente compatíveis com os Biometais, mas não psicologicamente (em outras palavras, os Biometais caíram em mãos erradas). Porém as personalidades malignas desses Mega Man podem ser resultado de lavagem cerebral.
Aeolus é o Escolhido para o Modelo H, Mega Man do Vento. Não se sabe se é humano ou reploid. Aeolus é um nobre perfeccionista e, por conseguinte, muito condescendente, além disso é bastante arrogante e acredita ser superior a outras pessoas. Ele vê o caos do mundo como um resultado da ignorância do mundo. Aeolus acredita que a ignorância do mundo somente será extinta se o mundo atual for destruído e um novo ser criado. O Modelo H é modelado após a morte de Harpuia (série Mega Man Zero), excelente em combate aéreo, e usa dois grandes sabres de luz chamados de Sonic Blades que podem ser usados para criar ondas de energia e tornados elétricos.
Siarnaq é o Reploid Escolhido para o Modelo P, o Mega Man das Sombras. Siarnaq é extremamente frio e é robótico no seu comportamento, sempre falando em um tom robótico monótono, o que é, aparentemente devido a incidentes ocorridos em seu passado, que incluem traição e ser deixado à beira da morte. Além disso, Siarnaq aparenta ser psicótico e sadista e extremamente racional, o que faria dele na prática um psicopata. Não se sabe porque Siarnaq está participando do Jogo do Destino, mas é aparentemente porque ele sente que deveria participar. Especula-se que Siarnaq tinha uma personalidade mais parecida com a de Phantom antes de sofrer seus traumas. O Modelo P é modelado após a morte de Phantom (série Mega Man Zero), ataca com kunais (facas ninjas) e uma espécie de shuriken (estrela ninja) chamada Dark Cross e é dado um amplo campo de visão em salas escuras do que outras formas (visão noturna).
Atlas é a Escolhida para o Modelo F, a Mega Man das Chamas. Não se sabe se ela é humana ou reploid. Ela era originalmente uma soldada para um país destruído por Mavericks, e joga o Jogo do Destino para acelerar o processo evolutivo, ela é extremamente agressiva e obcecada por guerras e batalhas, acredita que somente guerras trazem evolução ao mundo e quer que o mundo entre em um estado de guerra mundial eterna. O Modelo F é modelado após a morte de Fefnir (série Mega Man Zero), é capaz de personalizar dois canhões chamados Sodoma e Gomorra nos braços que podem alterar a direção de cada tiro com uma trajetória (tiros inteligentes). Além disso, o jogador pode disparar projéteis ou socos horizontalmente e verticalmente, dando ao Modelo F uma gama a mais de poderes que a maioria das formas.
Thetis é o reploid Escolhido para o Modelo L, o Mega Man do Gelo. Na superfície, Thetis é uma espécie de garoto normal, mas esconde uma agenda ambientalista radical. O triângulo vermelho na testa de Thetis confirma que ele é um reploid, e Thetis ama tanto a vida marinha e os oceanos que acredita que a raça humana deveria ser extinta para que o mundo voltasse a ser puro (sem poluição), o seu ódio por humanos faz dele na prática um Maverick. O Modelo L é modelado após a morte de Leviathan (série Mega Man Zero), capaz de nadar em combate por um período indeterminado e ataca com uma espécie de lança chamada de Frost Javelin.
Os protagonistas de Mega Man ZX também retornam: Vent (que aparece na história de Ashe) e Aile (que aparece na história de Grey). Esses dois também procuram o Modelo W para destruí-lo, e lutam com os protagonistas atuais depois de um mal-entendido, que fez Vent/Aile pensarem que Grey/Ashe eram inimigos, mas percebem que não eram malvados e se tornam aliados de Grey/Ashe, auxiliando na infiltração de Ouroboros. Os dois personagens estão ainda equipados com o Modelo Z (Zero, o Mega Man da Força) e o Modelo X (Mega Man X, o Mega Man da Luz), e utilizando-os simultaneamente, para se transformar em Modelo ZX (o Mega Man Supremo). Esta forma mantém todas as suas habilidades a partir de Mega Man ZX, incluindo uma pistola semelhante ao do Modelo A (o X-Buster, agora separado do corpo do usuário devido a fusão, que dispara um tiro carregado mais forte que o do Modelo A) e um sabre de luz (o Z-Saber). Em Mega Man ZX Advent, o Modelo ZX tem um ataque com o sabre de luz, semelhante a aqueles realizados por Zero. O ataque é diferente, dependendo do Modelo ZX de Vent ou Aile que é copiado de Zero e do Omega Zero (Modelo O, em Mega Man ZX), com Vent o ataque é o Rising Fag e com Aile o ataque é o Fusion.

## Pseudoroids
Os oito Pseudoroids também podem se tornar jogáveis após destruí-los em batalha. Embora a utilizar todas as formas Biometais e capacidades semelhantes (como os ataques carregados e escalar paredes), as formas dos Pseudoroids variam grandemente em movimento básico e habilidades. Existem dois Pseudoroids para representar cada elemento (fogo, gelo e eletricidade) e dois sem elemento, semelhante aos de Mega Man ZX.

## Outras características
Em Mega Man Advent apresenta-se várias configurações de dificuldade. O Beginner Mode simplifica a jogabilidade enfraquecendo os inimigos, ditando tutorial e facilitando outras coisas. Ao completar o jogo em Normal Mode, o Expert Mode pode ser desbloqueado. Após concluí-lo (depois de terminar o jogo no Normal Mode com os dois personagens), um final estendido pode ser visualizado.
O Banco de Dados, a partir do Mega Man Zero 3 e Mega Man ZX. São oitenta e cinco discos secretos espalhados por todo o jogo com descrições e imagens dos personagens e inimigos no jogo. Vários discos especiais também são apresentados, incluindo uma capa do jogo Mega Man para Nintendo Entertainment System (NES). Juntamente com os discos secretos, existem vários chips que podem aumentar as habilidades do personagem, tais como a prevenção dos efeitos do vento e gelo nos pés do jogador. Um quarto escondido no jogo, o jogador também dará itens especiais para cada mês do ano.
Além disso, 24 medalhas podem ser recolhidas, dependendo da forma como os oito Pseudoroids são derrotados nas batalhas. Medalhas de ouro, prata e bronze podem ser recebidas por cada Pseudoroid dependendo da dificuldade da tarefa em causa. As tarefas às vezes incluem ataque ou o que fazem ao derrotar o inimigo, que parte do seu corpo é atacada, ou a quantidade de tempo que eles estão derrotados.
O jogo apresenta alguns minijogos destraváveis. "Quis Advent" exige o leitor a identificar vinte personagens com três visuais obstruções. Um minijogo a partir do primeiro título, Gem Buster é agora apenas jogável entre dois jogadores durante uma rede. Dois mini-jogos chamados Survival Road e Boss Battle podem ser desbloqueados. Finalmente, o Mega Man a é uma imitação do original 8-bit Mega Man de NES usando Mega Man ZX Advent nos personagens e música, também os inimigos são idênticos ao ZX Advent e tem que enfrentar Albert para vencer o minijogo que ainda por cima, está na forma verdadeira. Ao coletar todas as 24 medalhas dos Pseudoroids, ao iniciar o jogo e adquirir o Modelo A, então adquire um item chamado Modelo a que serve para destravar o Modelo a (uma versão 8-bits do Modelo A, só que é baseada nos movimentos do Mega Man original; modelo retirado do minigame do jogo Mega Man a).